# Ekrem Bora
Ekrem Bora (Ancara, 7 de março de 1934 – Istambul, 1 de abril de 2012) foi um actor de cinema turco de cinema e televisão que participou em aproximadamente 150 filmes no seu país, especialmente durante as décadas de 1960, 1970 e 1980. O seu último aparecimento na televisão turca deu-se na série Makber, onde interpretou o papel de Yahya, em 2009.

## Biografia
Depois de finalizar os seus estudos secundários, Bora obteve um diploma em digitação e encadernação. Em 1953 ganhou um concurso chamado "Sinema Artist", levado a cabo pela revista de Sezai Solelli's Eıldız (Estrela). Bora fez a sua estreia cinematográfica em oın Yazısı, em 1955. Depois de abandonar a actuação por dois anos, regressou como actor principal no filme Mavi Boncuk e a partir de então apareceu em aproximadamente 150 filmes no seu país. Ganhou em duas ocasiões o prestigioso prémio Golden Orange entregue no Festival Internacional de Cinema de Antalya na categoria de melhor actor; inicialmente em 1966 pelo seu papel em Sürtük e de novo em 1991 pelo seu desempenho em Soğuktu Ve Jáğmur Çiseliyordu.

### Falecimento
A 1 de abril de 2012 o actor faleceu num hospital de Istambul, aos 78 anos, devido a um edema pulmonar. Foi enterrado no Cemitério de Zincirlikuyu a 3 de abril de 2012.

## Filmografia

### Cinema e televisão
- 2009 - Makber (TV)
- 2005 - Gümüs (TV)
- 2004 - Yadigar (TV)
- 2002 - Kumsaldaki izler (TV)
- 2000 - Savunma (TV)
- 1998 - Marziye (TV)
- 1994 - Yumusak ten
- 1990 - Soguktu ve yagmur çiseliyordu
- 1988 - Yasak Ask
- 1987 - Ihanetin Darbesi
- 1987 - Temas
- 1986 - Oglum Oglum
- 1985 - Tapilacak kadin
- 1983 - Bedel
- 1981 - Söhretin Sonu
- 1981 - Unutulmayanlar
- 1979 - Askin Gözyasi
- 1977 - Baskin
- 1977 - Cennetin çocuklari
- 1974 - Ayri Dünyalar
- 1974 - Ayyas
- 1974 - Çilginlar
- 1974 - Sabikali
- 1973 - Öksüzler
- 1973 - Soyguncular
- 1973 - Babalarin Günahi
- 1973 - Dikiz aynasi
- 1972 - Evlat
- 1972 - Insafsizlar
- 1972 - Yumurcak kücük sahit
- 1972 - Kanli para
- 1972 - Ayrilik
- 1971 - Bir kadin kayboldu
- 1971 - Emine
- 1971 - Sezercik yavrum benim
- 1970 - Aglayan melek
- 1970 - Dikkat kan araniyor
- 1970 - Firari asiklar
- 1970 - Magrur kadin
- 1970 - Mazi kalbimde yaradir
- 1970 - Sürtük
- 1969 - Aci yalan
- 1969 - Ask yarisi
- 1969 - Bir vefasiz yar için
- 1969 - Günahini ödeyen adam
- 1969 - Hüzünlü ask
- 1969 - Sabrin sonu
- 1969 - Sehir eskiyasi
- 1968 - Aglayan bir ömür
- 1968 - Alevli yillar
- 1968 - Alnimin kara yazisi
- 1968 - Arkadasimin aski
- 1968 - Ask eski bir yalan
- 1968 - Insan iki kere yasar
- 1968 - Kader ayirsa bile
- 1968 - Kadin severse
- 1968 - Mazimdeki Kadin
- 1968 - Tek kursun
- 1968 - Yakilacak kitap
- 1968 - Istanbul'da cümbüs var
- 1968 - Üç sevdali kiz
- 1968 - Kadin intikami
- 1968 - Yagmur çiselerken
- 1967 - Affet beni
- 1967 - Aksam yildizi
- 1967 - Aysecik - Canim annem
- 1967 - Çildirtan dudaklar
- 1967 - Demir yumruklu üçler
- 1967 - Dördü de seviyordu
- 1967 - Her zaman kalbimdesin

- 1967 - Kadin düsmani
- 1967 - Kiralik kadin
- 1967 - Ölümsüz kadin
- 1967 - Silahlari ellerinde öldüler
- 1967 - Söyleyin genç kizlara
- 1967 - Türk komandolari
- 1967 - Üvey ana
- 1967 - Yasamak istiyorum
- 1967 - Evlat ugruna
- 1966 - Avare kiz
- 1966 - Bir atesim yanarim
- 1966 - Denizciler geliyor
- 1966 - El kizi
- 1966 - Günah çocugu
- 1966 - Izmirin kavaklari: Çavdarli Murat
- 1966 - Pembe kadin
- 1966 - Seni Seviyorum
- 1966 - Ümit sokagi
- 1966 - Zehirli hayat
- 1966 - Sevgilim artist olunca
- 1966 - Soförün kizi
- 1966 - Yildiz tepe
- 1966 - Bozuk düzen
- 1965 - Artik düsman degiliz
- 1965 - Beles Osman
- 1965 - Hülya
- 1965 - Kamyon faresi
- 1965 - Kara kedi
- 1965 - Öfke daglari sardi
- 1965 - Oglum oglum
- 1965 - Seytanin Kurbani
- 1965 - Sürtük
- 1965 - Yasak cennet
- 1964 - Akdeniz sarkisi
- 1964 - Bitirimsin hanim abla
- 1964 - Gözleri ömre bedel
- 1964 - Günahsiz katiller
- 1964 - Hizli Osman
- 1964 - Kader kapiyi çaldi
- 1964 - Kalbe vuran düsman
- 1964 - Kara Memed
- 1964 - Lekeli ask
- 1964 - Plajda seviselim
- 1964 - Yalniz degiliz
- 1964 - Suçlular aramizda
- 1964 - Hizli yasayanlar
- 1964 - Aska susayanlar
- 1963 - Aci ask
- 1963 - Ask tomurcuklari
- 1963 - Kin
- 1963 - Ölüm bizi ayiramaz
- 1963 - Safak bekcileri
- 1962 - Aci hayat
- 1962 - Bes Kardestiler
- 1962 - Çifte kumrular
- 1962 - Seni benden alamazlar
- 1962 - Camp der Verdammten
- 1961 - Inleyen daglar
- 1961 - Kahraman üçler
- 1960 - Ayse Kiz
- 1960 - Divane
- 1960 - Rüzgar Zehra
- 1960 - Yesil köskün lambasi
- 1959 - Kanundan kaçilmaz
- 1959 - Üç kizin hikayesi
- 1958 - Bir kadin tuzagi
- 1958 - Mavi boncuk
- 1958 - Tilki Leman
- 1958 - Bana gönül baglama
- 1956 - Alin yazisi[6]